# Freystadt
Freystadt (Lokalt: die Freystadt) er en by i Oberpfalz, Landkreis Neumarkt in der Oberpfalz i den tyske delstat Bayern.

## Geografi
Freystadt ligger ved udkanten af Oberpfälzer Jura, (udløbere af Jurabjergene), i en flad dal til floden Schwarzach.

### Inddeling
Freystadt blev ved områdereformen i 1972 en storkommune, og er nu den tredjestørste i kommune i landkreis Neumarkt in der Oberpfalz.

I kommunen ligger disse landsbyer og bebyggelser:
- Aßlschwang, Rohr, Richthof
- Burggriesbach, Schmellnricht
- Forchheim
- Großberghausen, Kleinberghausen
- Höfen, Obernricht, Fuchsmühle
- Lauterbach, Schmellnricht, Jettenhofen
- Michelbach, Rothenhof, Rumleshof, Schöllnhof
- Möning, Möningerberg, Reckenstetten
- Mörsdorf, Braunshof
- Oberndorf
- Sondersfeld, Frettenshofen, Kittenhausen
- Sulzkirchen
- Thannhausen, Ohausen, Rabenhof
- Thundorf, Kiesenhof

## Historie
Freystadt blev grundlagt i 1200'tallet.

## Politik

### Byrådet
Der er 20 pladser i byrådet.
- CSU, 12 pladser
- SPD, 2 pladser
- FW , 6 pladser